# Marianne Janik
Marianne Janik (* 27.12.1965 in Konstanz) ist eine französische Juristin. Sie war von 2015 bis 2020 Country Manager bei Microsoft Schweiz. Anschließend war sie bis Frühjahr 2024
Vorsitzende der Geschäftsleitung von Microsoft Deutschland. Seit Oktober 2024 leitet sie den Cloud-Bereich von Google LLC für Nordeuropa, Deutschland, Österreich und die Schweiz.

## Werdegang
Die gebürtige Französin erwarb einen Doktor in Rechtswissenschaften an der Universität Würzburg.
Danach war Janik unter anderem bei Daimler-Benz. Dann übernahm sie bei einem EADS-Tochterunternehmen zunächst die Vertragsabteilung und „den Vertriebsbereich für das Behörden-, Bundeswehr- und Industriekundengeschäft.“ Anschließend leitete sie rund vier Jahre in der Geschäftsleitung von Microsoft Deutschland als Senior Director Public Sector die Bereiche öffentliche Verwaltung, Bildung und Gesundheitswesen. Sie war zwischen Juli 2015 und 2020 als Country Manager für die Leitung von Microsoft Schweiz zuständig. Am 1. November 2020 übernahm sie die Geschäftsleitung von Microsoft Deutschland. Im Frühjahr 2024 schied sie auf eigenen Wunsch bei Microsoft aus, ihre Nachfolgerin wurde Agnes Heftberger. Zum Oktober 2024 wechselte Janik zum Konkurrenten Google LLC und übernahm dort die Leitung des Cloud-Geschäfts in der Region Nordeuropa, Deutschland, Österreich und der Schweiz.

## Projekte in der Schweiz
In der Schweiz wurden im April 2020 zwei Datencenter, in Genf und Zürich, eröffnet – laut Marianne Janik wolle Microsoft der erste Cloud-Anbieter für diese Services aus der Schweiz sein. Im Interview mit Online PC gibt Janik an, dass sie die Entwicklung der IT-Branche in der Schweiz weiter vorantreiben möchte. Microsoft arbeitet laut Janik bereits seit 10 Jahren mit EPFL und ETH zusammen und unterstützt die Professur von Marc Pollefeys, der an der ETH unterrichtet und unter anderem das Mixed Reality and AI Lab von Microsoft in Zürich leitet.
Sie nahm 2019 an der Veranstaltung des ETH Entrepreneurclubs teil zusammen mit anderen namhaften Personen wie dem Chairman von Hublot. Sie sprach über "failures" vor über 1.500 Menschen. Sie ist Teil des Beratungsgremiums der Universität Genf. Darüber hinaus ist Janik seit 2020 Mitglied der Verwaltung des Migros-Genossenschafts-Bundes, wo sie per Ende Juni 2024 zurücktritt.

## Veröffentlichung
- Marianne Janik: Sensitive Waren und Dienstleistungen im Lichte des europäischen Gemeinschaftsrechts: Möglichkeiten und Grenzen einer gemeinsamen Exportkontrolle in der Europäischen Union (= Schriften zum Staats- und Völkerrecht. Band 61). P. Lang, Frankfurt am Main; New York 1995, ISBN 3-631-48976-5 (Dissertation, Universität Würzburg).
- "Wir bleiben in Deutschland unter unseren Möglichkeiten". Interview mit Marianne Janik von Helmut Martin-Jung und Kathrin Werner. In: Süddeutsche Zeitung. 23. November 2022, Seite 18. Online-Version (kostenpflichtig).